# Bundestagswahlkreis Steinfurt III
Der Wahlkreis Steinfurt III (Wahlkreis 127; bis zur Bundestagswahl 2021 Wahlkreis 128) ist ein Bundestagswahlkreis in Nordrhein-Westfalen. Er wird auch bezeichnet als Wahlkreis Tecklenburger Land plus Emsschiene und umfasst die Gemeinden Emsdetten, Greven, Hörstel, Hopsten, Ibbenbüren, Ladbergen, Lengerich, Lienen, Lotte, Mettingen, Recke, Saerbeck, Tecklenburg und Westerkappeln vom Kreis Steinfurt.

## Wahlkreisgeschichte
Der Wahlkreis Steinfurt III wurde zur Bundestagswahl 2002 neu gebildet. Zuvor bestanden Wahlkreise mit ähnlichem Zuschnitt unter verschiedenen Namen. Zur Bundestagswahl 2013 wurde die Wahlkreisnummer auf 128 geändert. Der Wahlkreiszuschnitt und der Name blieben unverändert.
| Wahl      | Wahlkreisname              | Gebiet |
| --------- | -------------------------- | --- |
| 1949–1961 | 95 Steinfurt – Tecklenburg | Kreis Steinfurt (bis 1975), Kreis Tecklenburg |
| 1965–1976 | 93 Tecklenburg             | Kreis Tecklenburg |
| 1980–1998 | 98 Steinfurt II            | die Gemeinden Emsdetten, Greven, Hörstel, Hopsten, Ibbenbüren, Ladbergen, Lengerich, Lienen, Lotte, Mettingen, Recke, Rheine, Saerbeck, Tecklenburg und Westerkappeln vom Kreis Steinfurt |
| 2002–2009 | 129 Steinfurt III          | die Gemeinden Emsdetten, Greven, Hörstel, Hopsten, Ibbenbüren, Ladbergen, Lengerich, Lienen, Lotte, Mettingen, Recke, Saerbeck, Tecklenburg und Westerkappeln vom Kreis Steinfurt         |
| 2013–2021 | 128 Steinfurt III          | die Gemeinden Emsdetten, Greven, Hörstel, Hopsten, Ibbenbüren, Ladbergen, Lengerich, Lienen, Lotte, Mettingen, Recke, Saerbeck, Tecklenburg und Westerkappeln vom Kreis Steinfurt         |
| 2025–     | 127 Steinfurt III          | die Gemeinden Emsdetten, Greven, Hörstel, Hopsten, Ibbenbüren, Ladbergen, Lengerich, Lienen, Lotte, Mettingen, Recke, Saerbeck, Tecklenburg und Westerkappeln vom Kreis Steinfurt         |

## Wahlkreisabgeordnete
| Wahl | Abgeordneter | Abgeordneter                      | Partei | Stimmen in % |
| ---- | ------------ | --------------------------------- | ------ | ------------ |
| 1949 |              | Georg Pelster                     | CDU    | 36,9         |
| 1953 | 61,9         | Georg Pelster                     | CDU    |              |
| 1957 | 60,8         | Georg Pelster                     | CDU    |              |
| 1961 |              | Franz Falke                       | CDU    | 59,0         |
| 1965 |              | Wilhelm Rawe                      | CDU    | 59,2         |
| 1969 | 57,0         | Wilhelm Rawe                      | CDU    |              |
| 1972 | 50,2         | Wilhelm Rawe                      | CDU    |              |
| 1976 | 52,4         | Wilhelm Rawe                      | CDU    |              |
| 1980 |              | Gottfried Köster                  | CDU    | 46,0         |
| 1983 |              | Constantin Heereman von Zuydtwyck | CDU    | 53,7         |
| 1987 | 45,6         | Constantin Heereman von Zuydtwyck | CDU    |              |
| 1990 |              | Karl-Josef Laumann                | CDU    | 44,8         |
| 1994 |              | Reinhold Hemker                   | SPD    | 45,1         |
| 1998 | 50,3         | Reinhold Hemker                   | SPD    |              |
| 2002 | 47,2         | Reinhold Hemker                   | SPD    |              |
| 2005 | 46,5         | Reinhold Hemker                   | SPD    |              |
| 2009 |              | Dieter Jasper                     | CDU    | 43,3         |
| 2013 |              | Anja Karliczek                    | CDU    | 47,9         |
| 2017 | 44,8         | Anja Karliczek                    | CDU    |              |
| 2021 | 34,0         | Anja Karliczek                    | CDU    |              |
| 2025 | 37,9         | Anja Karliczek                    | CDU    |              |

## Wahlergebnisse

### Bundestagswahl 2025
| Kandidaten                                             | Kandidaten                  | Parteien/Listen       | Erststimmen | Erststimmen | Zweitstimmen | Zweitstimmen |
| Kandidaten                                             | Kandidaten                  | Parteien/Listen       | Stimmen     | %           | Stimmen      | %            |
| ------------------------------------------------------ | --------------------------- | --------------------- | ----------- | ----------- | ------------ | ------------ |
|                                                        | Jürgen Coße                 | SPD                   | 41.397      | 25,2        | 36.478       | 22,1         |
|                                                        | Anja Karliczekgewählt im WK | CDU                   | 62.253      | 37,9        | 54.549       | 33,1         |
|                                                        | Jan-Niclas Gesenhues        | Bündnis 90/Die Grünen | 19.383      | 11,8        | 19.906       | 12,1         |
|                                                        | Anne Hoss                   | FDP                   | 4.874       | 3,0         | 6.572        | 4,0          |
|                                                        | Gunnar Stephan              | AfD                   | 25.484      | 15,5        | 24.959       | 15,2         |
|                                                        | Ulrich Thoden               | Die Linke             | 9.868       | 6,0         | 10.612       | 6,4          |
|                                                        | –                           | Freie Wähler          | –           | –           | 798          | 0,5          |
|                                                        | –                           | Tierschutzpartei      | –           | –           | 1.783        | 1,1          |
|                                                        | –                           | dieBasis              | –           | –           | 328          | 0,2          |
|                                                        | –                           | Die PARTEI            | –           | –           | 860          | 0,5          |
|                                                        | –                           | Todenhöfer            | –           | –           | 284          | 0,2          |
|                                                        | –                           | Volt                  | –           | –           | 997          | 0,6          |
|                                                        | –                           | MLPD                  | –           | –           | 22           | 0,0          |
|                                                        | –                           | PdF                   | –           | –           | 267          | 0,2          |
|                                                        | –                           | Bündnis Deutschland   | –           | –           | 174          | 0,1          |
|                                                        | –                           | BSW                   | –           | –           | 5.969        | 3,6          |
|                                                        | –                           | MERA25                | –           | –           | 45           | 0,0          |
|                                                        | –                           | WerteUnion            | –           | –           | 86           | 0,1          |
|                                                        | Jörg Neurauter              | Einzelbewerber        | 1.209       | 0,7         | –            | –            |
| Gesamt                                                 | Gesamt                      | Gesamt                | 164.468     | 100         | 164.689      | 100          |
|                                                        |                             |                       |             |             |              |              |
| Ungültige Stimmen                                      | Ungültige Stimmen           | Ungültige Stimmen     | 1.094       | 0,7         | 873          | 0,5          |
| Wähler                                                 | Wähler                      | Wähler                | 165.562     | 85,3        | 165.562      | 85,3         |
| Wahlberechtigte                                        | Wahlberechtigte             | Wahlberechtigte       | 194.178     |             | 194.178      |              |
|                                                        |                             |                       |             |             |              |              |
| Quellen: Die Bundeswahlleiterin, Kandidaten – Ergebnis |                             |                       |             |             |              |              |

### Bundestagswahl 2021
| Kandidaten                                            | Kandidaten                  | Parteien/Listen      | Erststimmen | Erststimmen | Zweitstimmen | Zweitstimmen |
| Kandidaten                                            | Kandidaten                  | Parteien/Listen      | Stimmen     | %           | Stimmen      | %            |
| ----------------------------------------------------- | --------------------------- | -------------------- | ----------- | ----------- | ------------ | ------------ |
|                                                       | Anja Karliczekgewählt im WK | CDU                  | 52.445      | 34,0        | 42.528       | 27,5         |
|                                                       | Jürgen Coße                 | SPD                  | 48.068      | 31,1        | 50.555       | 32,7         |
|                                                       | Christian Markert           | FDP                  | 11.394      | 7,4         | 16.113       | 10,4         |
|                                                       | Florian Michael Elixmann    | AfD                  | 8.785       | 5,7         | 9.253        | 6,0          |
|                                                       | Jan-Niclas Gesenhues        | GRÜNE                | 23.978      | 15,5        | 23.996       | 15,5         |
|                                                       | Kathrin Vogler              | DIE LINKE            | 4.611       | 3,0         | 4.723        | 3,1          |
|                                                       | Heidi Pelster               | Die PARTEI           | 2.062       | 1,3         | 1.446        | 0,9          |
|                                                       | –                           | Tierschutzpartei     | –           | –           | 1.504        | 1,0          |
|                                                       | –                           | PIRATEN              | –           | –           | 482          | 0,3          |
|                                                       | Ludwig Reichert             | FREIE WÄHLER         | 986         | 0,6         | 813          | 0,5          |
|                                                       | –                           | NPD                  | –           | –           | 116          | 0,1          |
|                                                       | –                           | ÖDP                  | –           | –           | 97           | 0,1          |
|                                                       | –                           | V-Partei³            | –           | –           | 73           | 0,0          |
|                                                       | –                           | Gesundheitsforschung | –           | –           | 128          | 0,1          |
|                                                       | –                           | MLPD                 | –           | –           | 29           | 0,0          |
|                                                       | –                           | Die Humanisten       | –           | –           | 94           | 0,1          |
|                                                       | –                           | DKP                  | –           | –           | 18           | 0,0          |
|                                                       | –                           | SGP                  | –           | –           | 15           | 0,0          |
|                                                       | Burkhard Recker             | dieBasis             | 1.281       | 0,8         | 1.241        | 0,8          |
|                                                       | –                           | Bündnis C            | –           | –           | 69           | 0,0          |
|                                                       | –                           | du.                  | –           | –           | 34           | 0,0          |
|                                                       | –                           | LIEBE                | –           | –           | 166          | 0,1          |
|                                                       | –                           | LKR                  | –           | –           | 27           | 0,0          |
|                                                       | –                           | PdF                  | –           | –           | 39           | 0,0          |
|                                                       | –                           | LfK                  | –           | –           | 112          | 0,1          |
|                                                       | –                           | Team Todenhöfer      | –           | –           | 460          | 0,3          |
|                                                       | –                           | Volt                 | –           | –           | 401          | 0,3          |
|                                                       | Gabriele Georgiou           | Einzelbewerber a     | 50          | 0,0         | –            | –            |
|                                                       | Hendrik Kaldewei            | Einzelbewerber b     | 683         | 0,4         | –            | –            |
| Gesamt                                                | Gesamt                      | Gesamt               | 154.343     | 100         | 154.532      | 100          |
|                                                       |                             |                      |             |             |              |              |
| Ungültige Stimmen                                     | Ungültige Stimmen           | Ungültige Stimmen    | 1.292       | 0,8         | 1.103        | 0,7          |
| Wähler                                                | Wähler                      | Wähler               | 155.635     | 79,6        | 155.635      | 79,6         |
| Wahlberechtigte                                       | Wahlberechtigte             | Wahlberechtigte      | 195.513     |             | 195.513      |              |
|                                                       |                             |                      |             |             |              |              |
| Quellen: Die Bundeswahlleiterin, Kandidaten – Stimmen |                             |                      |             |             |              |              |

### Bundestagswahl 2017
Ergebnisse der Wahl vom Sonntag, 24. September 2017
| Direktkandidat       | Partei                | Erststimmen in % | Zweitstimmen in % |
| -------------------- | --------------------- | ---------------- | ----------------- |
| Anja Karliczek       | CDU                   | 44,77            | 37,79             |
| Jürgen Coße          | SPD                   | 30,29            | 27,62             |
| Carsten Antrup       | FDP                   | 5,64             | 11,36             |
| Jan-Niclas Gesenhues | Bündnis 90/Die Grünen | 6,52             | 7,28              |
| Michael Espendiller  | AfD                   | 6,30             | 6,83              |
| Kathrin Vogler       | Die Linke             | 5,64             | 6,40              |
| –                    | Sonstige              | 0,83             | 2,33              |

### Bundestagswahl 2013
Ergebnisse der Wahl vom Sonntag, 22. September 2013
| Direktkandidat      | Partei                            | Erststimmen in % | Zweitstimmen in % |
| ------------------- | --------------------------------- | ---------------- | ----------------- |
| Anja Karliczek      | CDU                               | 47,9             | 43,3              |
| Jürgen Coße         | SPD                               | 36,5             | 33,4              |
| Christophe Lüttmann | FDP                               | 1,8              | 4,7               |
| Hermann Stubbe      | Bündnis 90/Die Grünen             | 5,8              | 7,6               |
| Kathrin Vogler      | Die Linke.                        | 3,8              | 4,7               |
| René Rottmann       | PIRATEN                           | 1,6              | 1,7               |
| Mario Mieruch       | AfD / Alternative für Deutschland | 1,8              | 2,8               |
| -                   | Sonstige                          | 0,7              | 1,8               |

### Bundestagswahl 2009
| Direktkandidat  | Partei                | Erststimmen in % | Zweitstimmen in % | Zweitstimmen 2005 in % |
| --------------- | --------------------- | ---------------- | ----------------- | ---------------------- |
| Dieter Jasper   | CDU                   | 43,3             | 35,9              | 36,7                   |
| Reinhold Hemker | SPD                   | 41,3             | 30,6              | 41,3                   |
| Hubert Klodt    | FDP                   | 8,4              | 14,0              | 9,7                    |
|                 | Bündnis 90/Die Grünen |                  | 9,4               | 6,5                    |
| Kathrin Vogler  | Die Linke             | 6,4              | 6,5               | 3,8                    |
| Matthias Pohl   | NPD                   | 0,8              | 0,7               | 0,7                    |
| –               | Die Tierschutzpartei  | –                | 0,4               | 0,3                    |
| –               | Familie               | –                | 0,5               | 0,4                    |
| –               | REP                   | –                | 0,1               | 0,2                    |
| –               | Deutschland           | –                | 0,0               | 0,1                    |
| –               | MLPD                  | –                | 0,0               | 0,0                    |
| –               | PSG                   | –                | 0,0               | 0,0                    |
| -               | Zentrum               | –                | 0,0               | 0,0                    |
| –               | BüSo                  | –                | 0,0               | 0,0                    |
| –               | DVU                   | –                | 0,0               | 0,3                    |
| –               | ödp                   | –                | 0,1               | 0,0                    |
| –               | PIRATEN               | –                | 1,4               | -                      |
| –               | RRP                   | –                | 0,1               | -                      |
| –               | RENTNER               | –                | 0,2               | -                      |
| –               |                       |                  |                   |                        |